# Margaux Farrell
Margaux Farrell (Glen Rock, 22 de agosto de 1990) é uma nadadora francesa, nascida nos Estados Unidos.
Nos Jogos Olímpicos de Londres 2012, ganhou a medalha de bronze no revezamento 4x200 m livres.